# Radu Mihai Popa
Radu Mihai Popa (n. 16 noiembrie 1976

, Moreni, Dâmbovița, România) este un deputat român, ales în 2012 din partea grupului parlamentar Partidul Poporului.
În timpului mandatului, a făcut parte din următoarele grupuri parlamentare: grupul parlamentar Partidul Poporului (între 19 decembrie 2012 și 14 mai 2013), deputați neafiliați (între 14 mai 2013 și 18 septembrie 2013), grupul parlamentar al Partidului Social Democrat (între 18 septembrie 2013 și 2 februarie 2015), deputați neafiliați (între 2 februarie 2015 și 17 iunie 2015) și grupul parlamentar Democrat și Popular,ca deputat indenpendet-neafiliat politic (din 17 iunie 2015).
Pe 6 Decembrie 2020, el a fost ales deputat de Dâmbovița pe listele PSD. 